# Хабиров, Рашит Султанович
Рашит Султанович Хабиров (род. 13 июля 1953 года, Стерлитамак, БашАССР, РСФСР, СССР) — советский и российский художник, член-корреспондент РАХ (2021).

## Биография
Родился 13 июля 1953 года в городе Стерлитамаке, живёт и работает в Уфе и Вышнем Волочке.
В 1971 году — окончил Московскую среднюю художественную школу при МГХИ имени В. И. Сурикова Академии художеств СССР.
В 1977 году — окончил Московский государственный художественный институт имени В. И. Сурикова, мастерская члена-корреспондента АХ СССР, народного художника РСФСР, профессора В. Г. Цыплакова.
С 1980 года — член Союза художников СССР, России.
В 2021 году — избран членом-корреспондентом Российской академии художеств от Отделения живописи.

## Творческая деятельность
Основные произведения: «Оля» (холст, масло, 1989), «Новый забор у бабы Зины» (холст, масло, 1996), «Последний луч» (холст, масло, 1998), «Башкирский мёд» (холст, масло, 1998), «Самовары и примус» (холст, масло, 1998), «Чак-чак» (холст, масло, 2013), «Сёлгэ» (холст, масло, 2014), «Башкир Айлинец» (холст, масло, 2016), «Вечер на Агидели» (холст, масло, 2019), «На пути в Шульган-Таш» (холст, масло, 2018).
Произведения находятся в собраниях Министерства культуры Республики Башкортостан, Башкирского государственного художественного музея имени М. В. Нестерова, Национального музея Республики Башкортостан, Башкирского государственного театра оперы и балета, а также в частных собраниях и галереях России, Великобритании, Польши, Германии, Франции, Китая и других стран.
Участник выставок с 1977 года.
Персональные выставки: Малый зал Союза художников РБ (Уфа, 1977), Башкирский филиал Академии наук (Уфа, 1982, 1983), Галерея «Am Weinmarkt» (Нюрнберг, ФРГ, 1990), Галерея «Райм» (Нюрнберг, ФРГ, 1993), Школа «Квисвуд» (Великобритания, 2001), Библиотека г. Гримсби (Великобритания, 2002), Театр оперы и балета (Уфа, 2003, 2004), Башкирский государственный художественный музей имени М. В. Нестерова (Уфа, 2003, 2019), Уфимская художественная галерея (2007), Малый зал Союза художников РБ (Уфа, 2008), Национальная библиотека имени Ахмет-Заки Валиди (Уфа, 2013), Галерея «Мирас» (Уфа, 2015), Московский дом национальностей (2016), Выставочный зал Союза художников России на Покровке, 37 (Москва, 2018).
Член Большого художественного совета Башкирского творческо-производственного комбината РБ (1988), секретарь Партийного бюро Союза художников РБ (1987), член Правления Союза художников Республики Башкортостан (1987), член Британской Гильдии торговли изобразительным искусством (2003).

## Награды
- Заслуженный художник Российской Федерации (2019)
- Заслуженный художник Республики Башкортостан (2013)
- Грамота Союза художников РБ за достижения в изобразительном искусстве Республики Башкортостан (2003)
- Диплом Союза художников России за выдающиеся успехи в творчестве и содействие развитию изобразительного искусства России (2007)
- Памятная юбилейная медаль «90 лет МВД по Республике Башкортостан» (2009)
- Благодарность Министерства культуры РБ (2017)
- Благодарность Союза художников России за большой вклад в развитие современного изобразительного искусства Российской Федерации (2018)
- Золотая медаль «Духовность. Традиции. Мастерство» Союза художников России (2015)
- Серебряная медаль «Духовность. Традиции. Мастерство» Союза художников России (2014)

Награды РАХ
- Серебряная медаль «Достойному» (2016)
- Благодарность Президиума (2018)